# Distrito de Gros-de-Vaud
El distrito de Gros-de-Vaud es uno de los diez distritos del cantón de Vaud. El distrito tiene su origen en 2008, con la entrada en vigor de la nueva ley de separación territorial del cantón de Vaud. Su capital es Echallens. 

## Geografía
El Gros-de-Vaud se encuentra situado en pleno corazón del cantón. Limita al norte con el distrito de Jura-Nord vaudois, al noreste con Broye (FR), al este con Broye-Vully, al sureste con Lavaux-Oron, al sur con los distritos de Lausana y Ouest lausannois, y al oeste con Morges.
Formado por la totalidad de comunas del antiguo distrito de Echallens, una parte del distrito de Cossonay (Bettens, Bournens, Boussens, Daillens, Lussery-Villars, Mex, Penthalaz, Penthaz, Sullens y Vufflens-la-Ville), del distrito de Moudon (Boulens, Chapelle-sur-Moudon, Correvon, Denezy, Martherenges, Montaubion-Chardonney, Neyruz-sur-Moudon, Ogens, Peyres-Possens, Saint-Cierges, Sottens, Thierrens y Villars-Mendraz), además de las comunas de Peney-le-Jorat del antiguo distrito de Oron y Oppens del de Yverdon.

## Comunas
| Distrito de Gros-de-Vaud | Distrito de Gros-de-Vaud | Distrito de Gros-de-Vaud |
| Comunas                  | Población (31.12.2014)   | Superficie km²           |
| ------------------------ | ------------------------ | ------------------------ |
| Assens                   | 1024                     | 5,35                     |
| Bercher                  | 1144                     | 4,25                     |
| Bettens                  | 529                      | 3,75                     |
| Bioley-Orjulaz           | 458                      | 3,11                     |
| Bottens                  | 1278                     | 6,89                     |
| Boulens                  | 313                      | 3,44                     |
| Bournens                 | 360                      | 3,90                     |
| Boussens                 | 944                      | 3,15                     |
| Bretigny-sur-Morrens     | 782                      | 2,86                     |
| Cugy                     | 2728                     | 2,90                     |
| Daillens                 | 941                      | 5,52                     |
| Echallens                | 5508                     | 6,66                     |
| Essertines-sur-Yverdon   | 909                      | 9,75                     |
| Etagnières               | 1106                     | 3,79                     |
| Fey                      | 625                      | 7,35                     |
| Froideville              | 2315                     | 7,08                     |
| Goumoëns                 | 961                      | 13,90                    |
| Jorat-Menthue            | 1470                     | 20,90                    |
| Lussery-Villars          | 406                      | 3,73                     |
| Mex                      | 662                      | 2,83                     |
| Montanaire               | 2430                     | 33,48                    |
| Montilliez               | 1631                     | 15,10                    |
| Morrens                  | 1055                     | 3,66                     |
| Ogens                    | 261                      | 3,41                     |
| Oppens                   | 177                      | 3,59                     |
| Oulens-sous-Echallens    | 532                      | 5,86                     |
| Pailly                   | 521                      | 5,77                     |
| Penthalaz                | 3149                     | 3,87                     |
| Penthaz                  | 1663                     | 3,83                     |
| Penthéréaz               | 386                      | 5,68                     |
| Poliez-Pittet            | 805                      | 5,01                     |
| Rueyres                  | 261                      | 2,02                     |
| Saint-Barthélemy         | 777                      | 4,12                     |
| Sullens                  | 907                      | 3,92                     |
| Villars-le-Terroir       | 944                      | 7,09                     |
| Vuarrens                 | 930                      | 8,96                     |
| Vufflens-la-Ville        | 1228                     | 5,38                     |
| Total (37)               | 42 120                   | 230,83                   |

### Fusiones

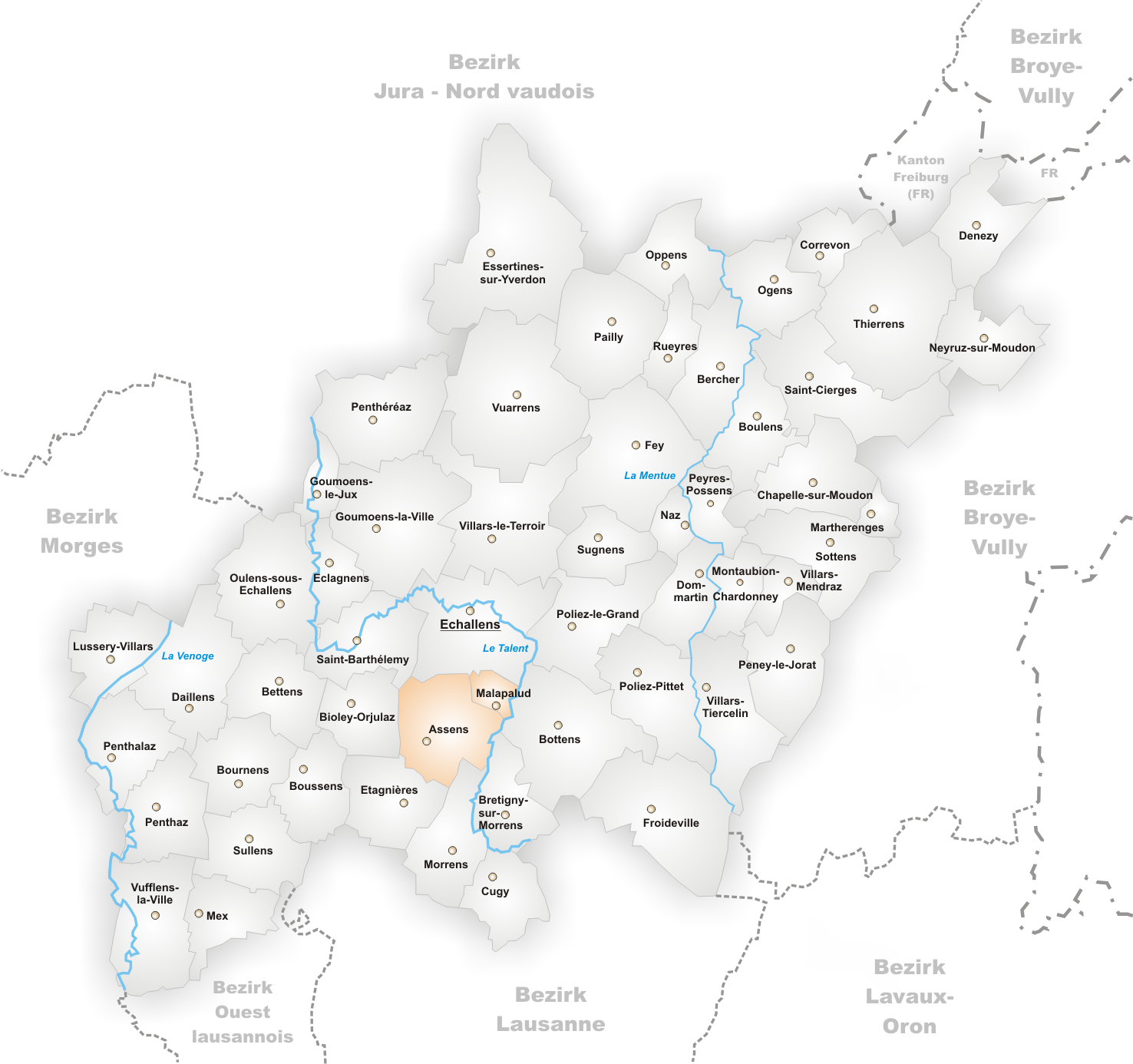
Comunas hasta 2008
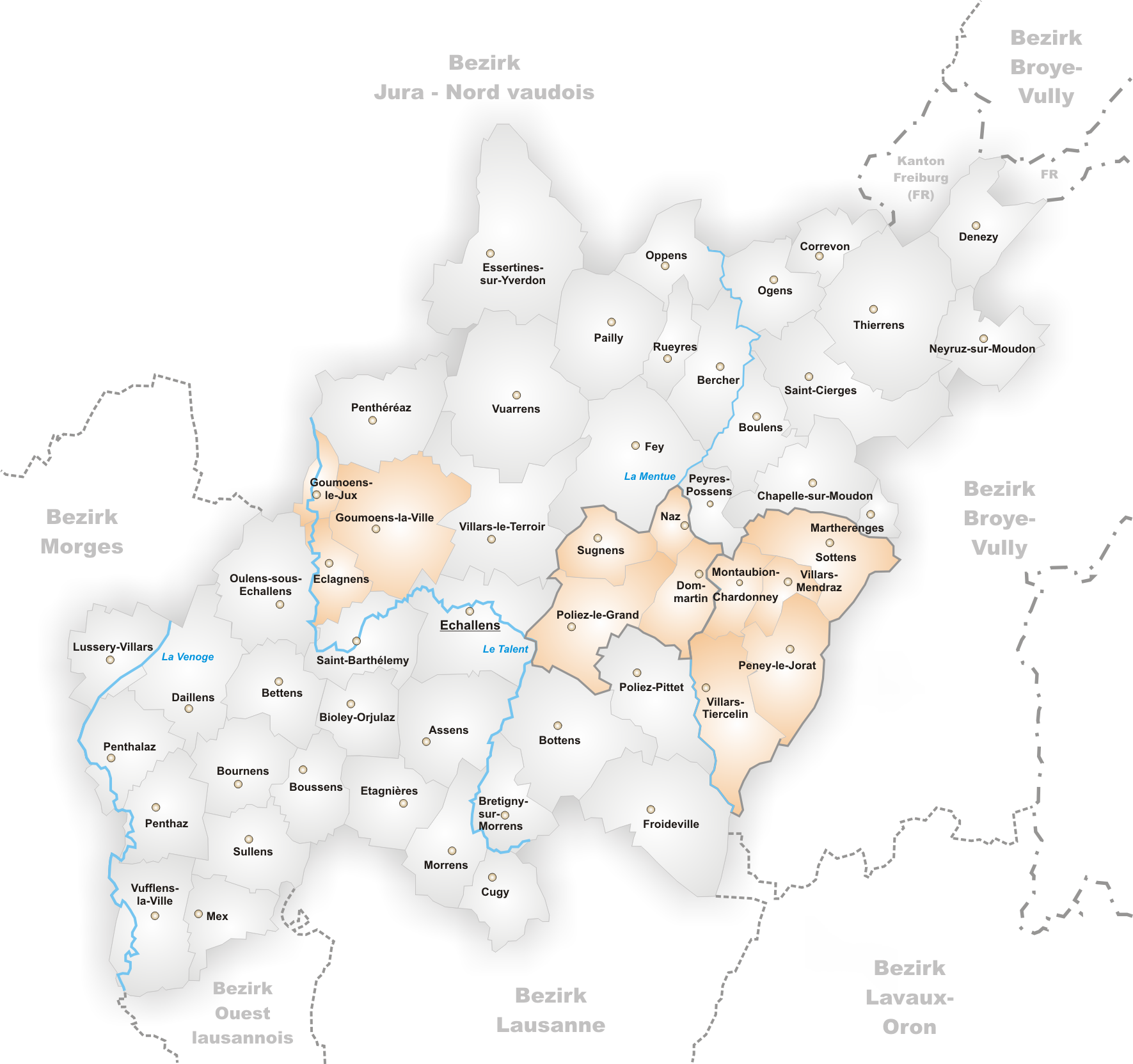
Comunas hasta 2011
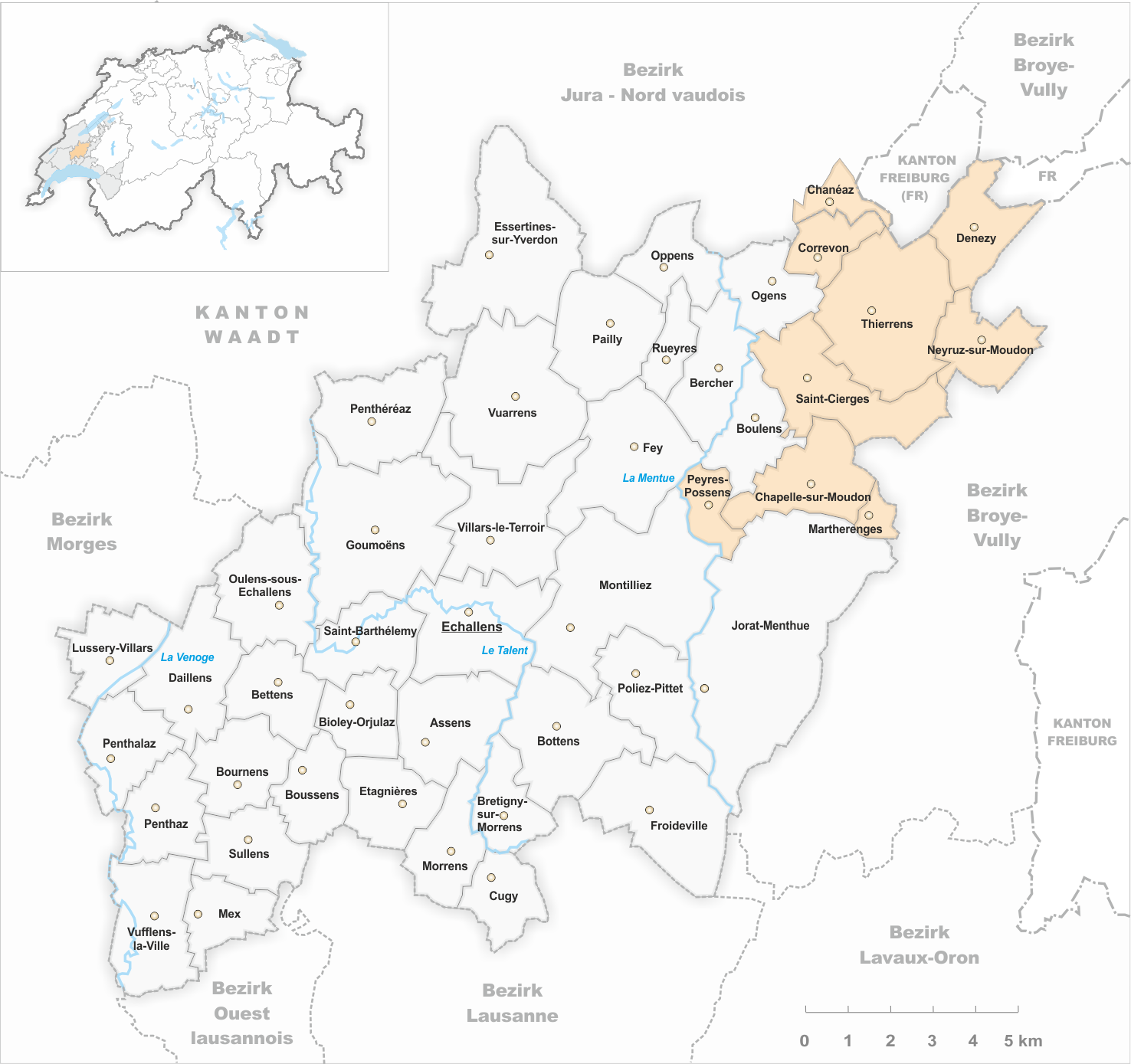
Comunas hasta 2012

- 1 de enero de 2009: Assens und Malapalud → Assens
- 1 de julio de 2011: Dommartin, Naz, Poliez-le-Grand y Sugnens → Montilliez
- 1 de julio de 2011: Eclagnens, Goumoens-la-Ville y Goumoens-le-Jux → Goumoëns
- 1 de julio de 2011: Montaubion-Chardonney, Peney-le-Jorat, Sottens, Villars-Mendraz y Villars-Tiercelin → Jorat-Menthue
- 1 de enero de 2013: Chanéaz, Chapelle-sur-Moudon, Correvon, Denezy, Martherenges, Neyruz-sur-Moudon, Peyres-Possens, Saint-Cierges  y Thierrens  → Montanaire